# Benedicta Riepp
Benedicta Riepp (28 de junio de 1825 - 15 de marzo de 1862), de nombre secular Sybilla Riepp, fue una religiosa católica alemana, misionera en los Estados Unidos y fundadora de las Hermanas Benedictinas de la Congregación de San Benito.

## Biografía
Sybilla Riepp nació en Waal, Baviera (Alemania), el 28 de junio de 1825. Ingresó al convento de St. Walburg en Eichstätt en 1844 y recibió el nombre de Benedicta. Enseñó en la escuela de Eichstätt y permaneció allí por ocho años. En 1852 fue enviada como misionera a Pensilvania para enseñar a los hijos de inmigrantes alemanes. Fundó el monasterio de San José, el primero de hermanas benedictinas en América del Norte.
Fue superiora del citado convento por un periodo de seis años. A pesar de las dificultades durante su gobierno fundó otros monasterios en Erie, Pensilvania (1856), Newark, New Jersey (1857) y St. Cloud, Minnesota (1857).
En 1857, Benedicta viajó a Europa. Esperaba que sus superiores en Eichstätt y Roma la ayudaran a resolver la controversia en torno a la independencia de los nuevos conventos en América del Norte. No fue recibida favorablemente en Eichstätt y se le impidió viajar a Roma para presentar su caso ante el papa. Benedicta regresó a los Estados Unidos en 1858, quebrantada de espíritu y sin salud. Ya no era bienvenida en los conventos que había fundado en el este de los Estados Unidos. Por invitación de Willibalda Scherbauer, superiora del monasterio de St. Cloud, se mudó a la ciudad de Minnesota. Cuatro años más tarde, murió de tuberculosis el 15 de marzo de 1862.